# Heinrich Schaumberger

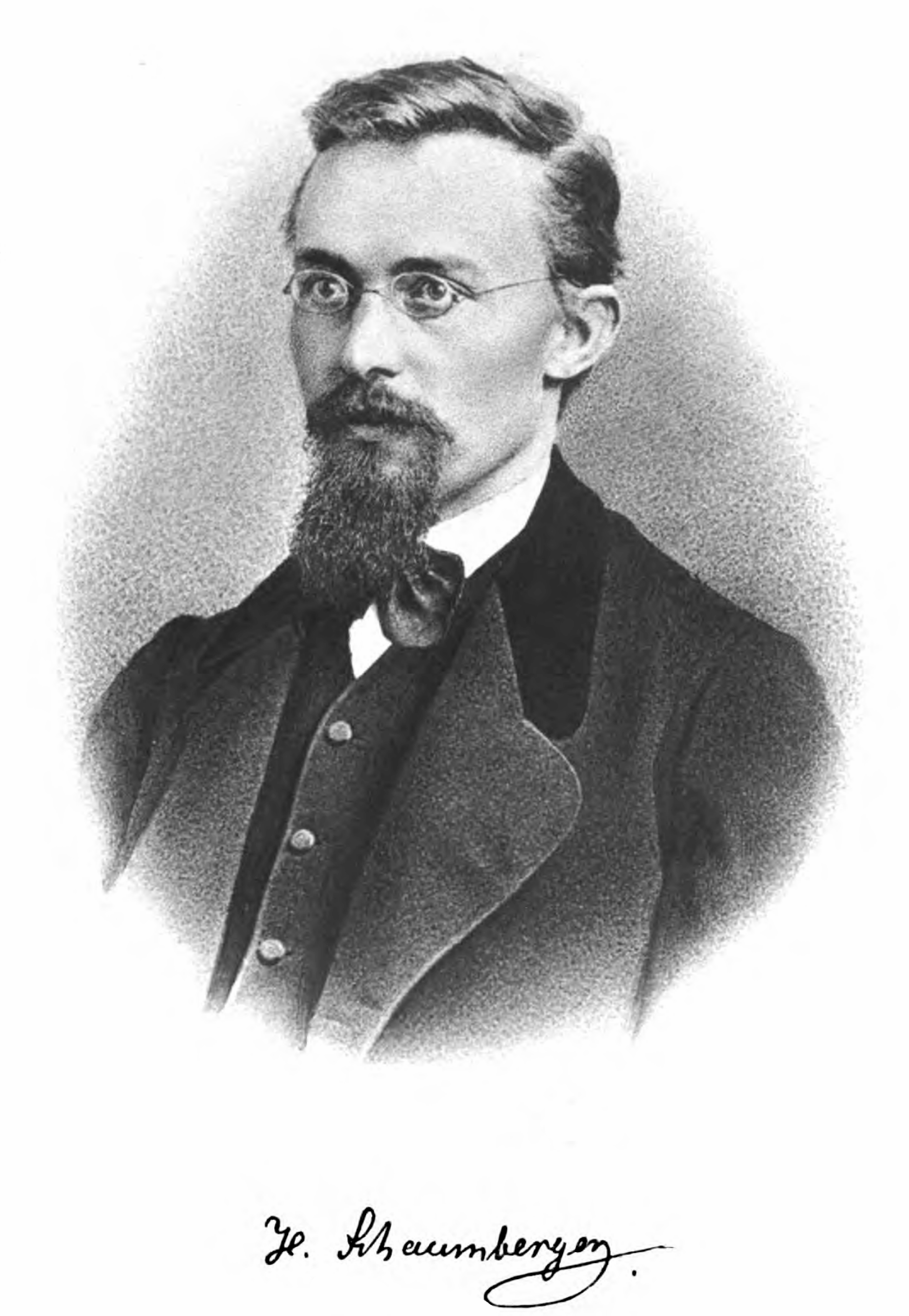
Heinrich Schaumberger

Heinrich Schaumberger (* 15. Dezember 1843 in Neustadt bei Coburg; † 16. März 1874 in Davos) war ein deutscher Lehrer und Schriftsteller.

## Leben
Heinrich Schaumberger wurde als Sohn des Lehrers und Kantors Georg Friedrich Schaumberger in Neustadt an der Haide im Herzogtum Sachsen-Coburg geboren. 1848 wurde sein Vater nach dem oberfränkischen Weißenbrunn vorm Wald im Grenzbereich zum Herzogtum  Sachsen-Meiningen, dem Wohnort seiner Großeltern versetzt. Verstärkt wurde der Einfluss der Großeltern noch durch den frühen Tod der Mutter 1853. Bis zum Alter von 16 blieb Schaumberger auf dem Hof seiner Großeltern und war bestrebt, sich neben dem Wissen, das er in der Volksschule seines Vaters erwarb, sich auch darüber hinausgehende Kenntnisse auf autodidaktischem Wege zu verschaffen sowie das Klavier- und Orgelspiel zu erlernen.
Im Alter von 17 Jahren  verließ er den großelterlichen Hof, um 1861 das Lehrerseminar in Coburg zu besuchen. 1864 erhielt er nach Abschluss seiner Ausbildung die dritte Lehrerstelle an der Schule in Einberg. Hier heiratete er 1866 die Lehrerstochter Clara Bauer und bewarb sich erfolgreich für eine Schulstelle in Ahlstadt auf den Langen Bergen, die er im selben Jahr antrat.
Nach der Geburt seines Sohnes Carl verstarb seine junge Frau. Der Tod seines Vaters 1869 ermöglichte seine Versetzung nach Weißenbrunn, wo der produktivste Abschnitt im schriftstellerischen Wirken Schaumbergers einsetzte. Mit dem Ortsgeistlichen und nebenbei schriftstellerisch tätigen Oskar Bagge (Pseudonym Josias Nordheim) verband ihn bald eine enge Freundschaft. Eine Heirat mit dessen Tochter Magdalene wurde von einem heftigen Hals- und Lungenleiden Schaumbergers verhindert, das ihn zur Aufgabe seines Lehrerberufes und einem längeren Kuraufenthalt im schweizerischen Davos zwang. Nach der Rückkehr nach Weißenbrunn heiratete Schaumberger 1872 Magdalene Bagge, obwohl sich seine Krankheit nicht wesentlich gebessert hatte. Noch im gleichen Jahr musste er sich erneut nach Davos begeben.
Am 16. März 1874 erlag Schaumberger schließlich in Davos seiner Krankheit im Alter von nur 30 Jahren.
Das Schulhaus in Weißenbrunn, in dem sein Vater und er als Lehrer tätig waren, wurde in ein Heimatmuseum umgestaltet und dem Leben Heinrich Schaumbergers gewidmet. Im Staatsarchiv Coburg befindet sich ein Nachlassbebstand.

## Künstlerisches Schaffen
Das literarische Schaffen Schaumbergers war bestimmt von den Menschen und der Landschaft seiner oberfränkischen Heimat. Die realistischen Schilderungen seiner Umweltbeobachtungen bis in kleinste Details und die literarische Verdichtung in rasch populären Volkserzählungen machten Schaumberger zu einem erfolgreichen fränkischen Schriftsteller. Seine umfassenden Kenntnis der sozialen Lage der Menschen seiner Heimat und des benachbarten Thüringens lassen seine Werke auch als authentische Zeugnisse seiner Zeit erscheinen. Die meisten wurden allerdings erst nach seinem Tode veröffentlicht. Seine Oberfränkischen Dorfgeschichten wurden vom Annaberger Maler Rudolf Köselitz illustriert.

## Werke (in Auswahl)
- Im Hirtenhaus, 1876 (Ausgabe 1896, Illustrationen Rudolf Köselitz: online – Internet Archive)
- Glückliches Unglück, 1876
- Vater und Sohn, 1876
- Bergheimer Musikanten-Geschichten, 1876
- Fritz Reinhardt, Roman, 1876
- Zu spät, Dorfroman, 1876